# Ben Mendelsohn
Ben Mendelsohn, född 3 april 1969 i Melbourne, Victoria, är en australisk skådespelare.

## Filmografi
- 1987 – Kär och galen
- 1989 – Lover Boy
- 1990 – The Big Steal
- 1992 – När toffelfabriken tystnar
- 1994 – Metal Skin
- 1996 – Idiot Box
- 1997 – True Love and Chaos
- 1998 – Amy
- 1999 – Laddat möte
- 2000 – Sample People
- 2001 – Mullet
- 2002 – Black and White
- 2005 – The New World
- 2008 – Australia
- 2009 – Knowing
- 2009 – Beautiful Kate
- 2009 – Prime Mover
- 2010 – Animal Kingdom
- 2010 – Needle
- 2011 – Trespass
- 2011 – Killer Elite
- 2012 – The Dark Knight Rises
- 2012 – Killing Them Softly
- 2012 – The Place Beyond the Pines
- 2013 – Perfect Mothers
- 2013 – Blodsband
- 2014 – Lost River
- 2014 – Exodus: Gods and Kings
- 2015 – Black Sea
- 2015 – Mississippi Grind
- 2015–2017 – Bloodline (TV-serie)
- 2016 – Rogue One: A Star Wars Story
- 2017 – Darkest Hour
- 2018 – Ready Player One
- 2018 – Robin Hood
- 2019 – Captain Marvel
- 2023 – To Catch a Killer
- 2025 – Roofman